# Femorbiona brachyptera
Espèce
Synonymes
- Clubiona brachyptera Zhu & Chen, 2012

Femorbiona brachyptera est une espèce d'araignées aranéomorphes de la famille des Clubionidae.

## Distribution
Cette espèce est endémique de Hainan en Chine. Elle se rencontre sur le mont Limu.

## Description
Le mâle holotype mesure 2,75 mm et la femelle paratype 2,82 mm
Le mâle décrit par Zhang, Yu et Li en 2021 mesure 3,14 mm et la femelle 3,74 mm.

## Systématique et taxinomie
Cette espèce a été décrite sous le protonyme Clubiona brachyptera par Zhu et Chen en 2012. Elle est placée dans le genre Femorbiona par Zhang, Yu et Li en 2021.

## Publication originale
- Zhu, Ren & Chen, 2012 : « A new species of the genus Clubiona Latreille (Araneae, Clubionidae) from Hainan Island, China. » Zootaxa, no 3167, p. 53-56.